# Benito Juárez (Mineral del Chico)
Benito Juárez es una localidad de México localizada en el municipio de Mineral del Chico en el estado de Hidalgo.

## Geografía
Se encuentra en la región geográfica del Valle del Mezquital; a la localidad le corresponden las coordenadas geográficas 20° 09’ 42.474” de latitud norte y 98° 49’ 34.806” de longitud oeste, con una altitud de 2471 m s. n. m. Cuenta con un clima templado subhúmedo con lluvias en verano, de menor humedad.
En cuanto a fisiografía se encuentra en la provincia de la Eje Neovolcánico, dentro de la subprovincia de Sierras y Llanuras de Querétaro e Hidalgo; su terreno es de sierra. En lo que respecta a la hidrografía se encuentra posicionado en la región del Pánuco, dentro de la cuenca el río Moctezuma, y en la subcuenca del río Actopan.

## Demografía
En 2020 registró una población de 1969 personas, lo que corresponde al 22.18 % de la población municipal. De los cuales 932 son hombres y 1037 son mujeres.
| Gráfica de evolución demográfica de Benito Juárez entre 1980 y 2020 |
|                                                                     |
| Población registrada por los censos y conteos del INEGI.            |